# Jonsberg (Zittauer Gebirge)
Der Jonsberg ist ein flachkegeliger Berg des Zittauer Gebirges mit 652,9 m ü. NHN Höhe. Der Jonsberg ist komplett bewaldet.

## Lage und Umgebung
Der Jonsberg erhebt sich östlich über dem Dorf Jonsdorf. Östlich und südöstlich des Berges befindet sich der Ort Oybin. Am Westhang befindet sich die Eisenbahnstrecke der Zittauer Schmalspurbahn nach Jonsdorf. Südlich des Berges verläuft die Straße Hain nach Jonsdorf. Von dieser zweigt am Südende des Berges die alte Handelsstraße „Leipaer Straße“ nach Norden ab, welche den Berg im Osten tangiert.

## Wege zum Gipfel
- Mögliche Ausgangspunkte für den Gipfelaufstieg sind sowohl Jonsdorf als auch Oybin oder dessen Ortsteil Hain. Zwischen Hain und Jonsdorf befindet sich am „Stern“ (Abzweig der alten Leipaer Straße) eine Parkmöglichkeit, die als Ausgangspunkt ideal ist.

## Wintersport
Um den Jonsberg herum verläuft im  Winter eine gespurte Loipe für Langlauf. Bei günstigen Schneebedingungen kann die alte Leipaer Straße bis Olbersdorf genutzt werden.